# Vuurtoren van Walde

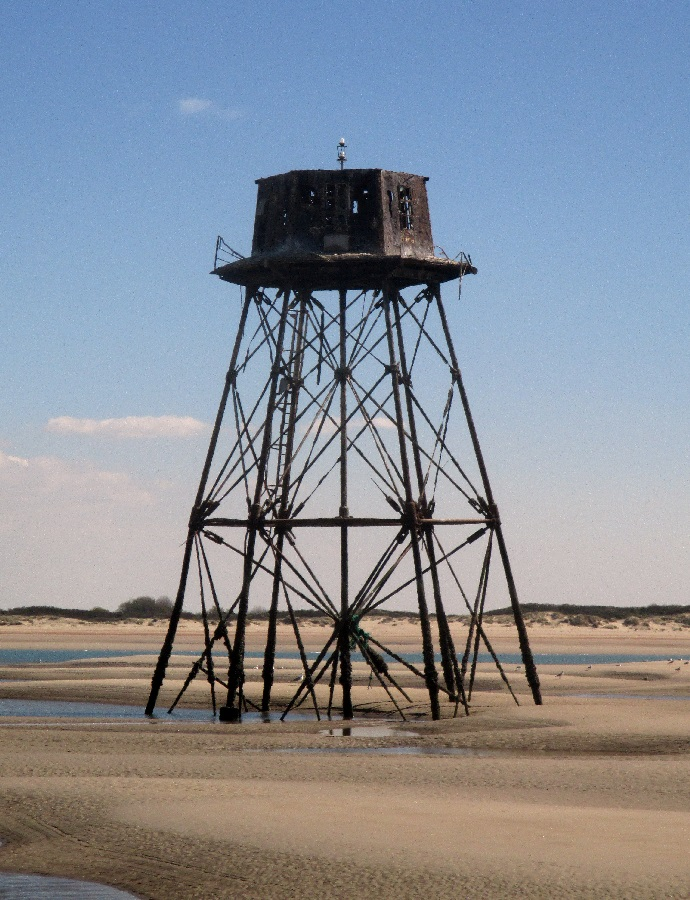
Phare de Walde

De Vuurtoren van de Walde is een vuurtoren die is gelegen voor de kust van de tot het departement Pas-de-Calais behorende plaats Marck.

## Geschiedenis
De vuurtoren werd gebouwd door de Engelsen in 1857, en in 1859 werd het licht ontstoken, aanvankelijk was dit een olielamp, later een lamp die brandde op propaan, maar in 1953 ontplofte dit gas, waardoor de vuurtoren beschadigd werd. In 1986 werd de lantaarn gedemonteerd en vervangen door een bescheiden navigatielicht dat werd gevoed via zonnecellen. In 2001 werd ook deze functie overbodig, want de zandplaten waren dermate aangegroeid dat de toren als navigatiemiddel geen zin meer had.

## Het bouwwerk
Deze op een zandbank gelegen vuurtoren markeert de plaats waar de Noordzee formeel overgaat in Het Kanaal, en wel speciaal het Nauw van Calais. Anders dan de meeste vuurtorens betreft het een smeedijzeren staketsel waarop zich een zeshoekig platform bevindt dat, naast een woning voor de vuurtorenwachter, ook de lantaarn droeg. Hierdoor is het eerder een lichtopstand dan een volwaardige vuurtoren. De toren is 5 meter diep in het zand gefundeerd en steekt er meer dan 15 meter boven uit.
De constructie is uniek voor een Franse vuurtoren, en er gaan dan ook stemmen op om hem voor sloop te behoeden.